# Tataháza
Tataháza ist eine ungarische Gemeinde im Kreis Bácsalmás im Komitat Bács-Kiskun.

## Geografische Lage
Tataháza liegt ungefähr sechs Kilometer nordwestlich der Kreisstadt Bácsalmás, an dem Kanal Mátételki-Kigyós. Nachbargemeinden sind Mátételke, Mélykút und Felsőszentiván.

## Geschichte
Der Ort wurde erstmals 1485 in einem Kaufvertrag erwähnt. Zeitweise trug er den Namen Tótháza. Im Dezember 1765 wurde Tataháza erstmals in das Bezirkssteuerregister aufgenommen, 1769 erhob die Grafschaft gegen Tataháza eine Steuer in Höhe von 137 Forint. Das älteste Siegel des Ortes stammt aus dem Jahr 1776. Im Jahr 1910 hatte Tataháza 1675 Einwohner, von denen der größte Teil römisch-katholischen Glaubens war.

## Infrastruktur
In Tataháza gibt es Kindergarten, Bücherei, Post, Polizeistation, Hausarztpraxis, Kirche, eine Gaststätte und das Bürgermeisteramt. Weiterhin gibt es seit den 1950er Jahren einen Fußballverein; der Tataháza SK spielt aktuell (Stand 2019) in der dritten Klasse des Komitat Bács-Kiskun.

## Sehenswürdigkeiten
- Nepomuki-Szent-János-Statue (Nepomuki Szent János-szobor), erschaffen 1874
- Römisch-katholische Kirche Toursi Szent Márton , erbaut 1783 (Spätbarock)
- Szentháromság-Statue (Szentháromság-szobor), erschaffen 1876
- Wandgemälde Falusi életkép, erschaffen von Sándor Éber jun.

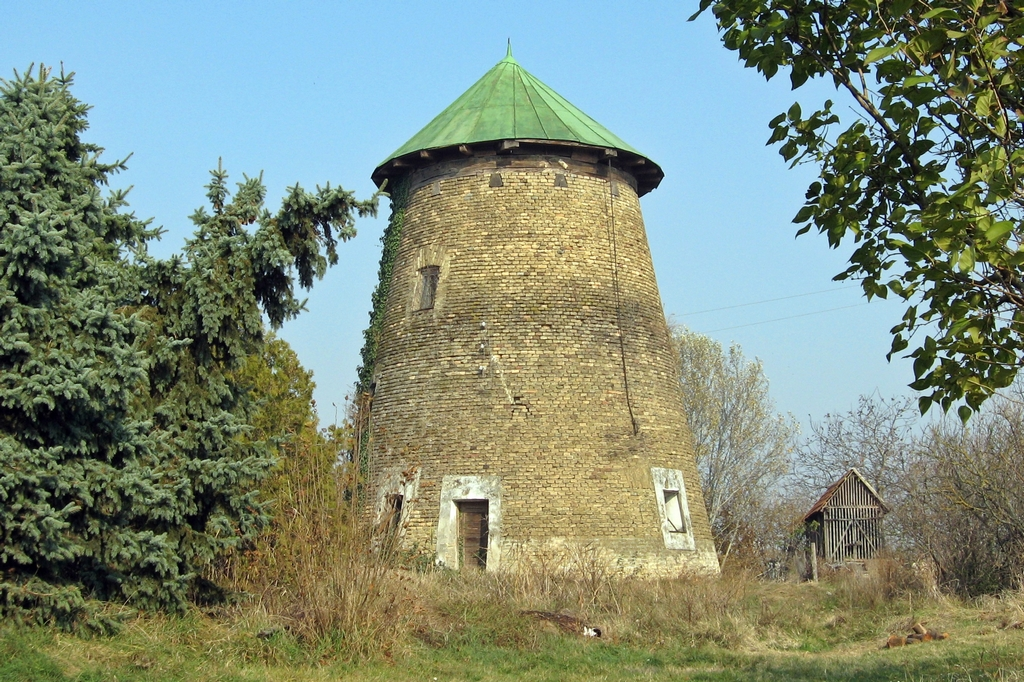
Windmühle

- Windmühle (Székmalom)

## Verkehr
Durch Tataháza verläuft die Landstraße Nr. 5504, zwei Kilometer nördlich die Hauptstraße Nr. 55. Die nächstgelegenen Bahnhöfe befinden sich in Bácsalmás und Mélykút.